# فاطمة عزايز
فاطمة أعزايز  الشهيرة ب فاما (1932 شفشاون ـ 19 مارس 2004) هي مقاومة مغربية وناشطة حقوقية مدافعة عن حقوق النساء والإعتقال السياسي وحرية الرأي والتعبير ومن أوائل المؤسسين لحزب الاتحاد الوطني للقوات الشعبية سنة 1959 رفقة المهدي بن بركة، عبد الرحيم بوعبيد ومحمد البصري والرئيسة الشرفية للرابطة الديمقراطية لحقوق المرأة. تعد من المناضلات اللاتي ساهمن بشكل مباشر في الإستقلال المغربي من الإستعمار الإسباني في شمال المغرب، والفرنسي في الجنوب والدولي في المدينة الدولية طنجة